# Échenilleur bleu
Cyanograucalus azureus
Genre
Espèce
Statut de conservation UICN

 LC  : Préoccupation mineure
L'Échenilleur bleu (Cyanograucalus azureus) est une espèce de passereaux de la famille des Campephagidae.
Cet oiseau est répandu à travers la forêt intra-tropicale africaine.